# Carl Berling

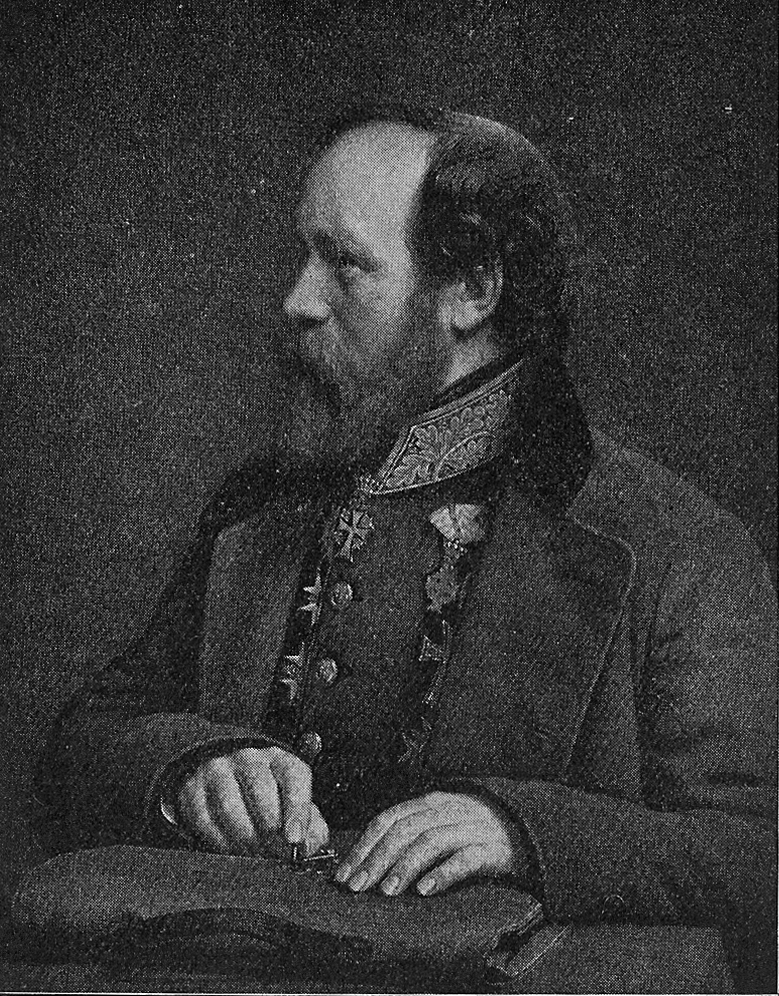
Johan Carl Ernst Berling. Efter teckning av I.V. Gertner.

Johan Carl Ernst Berling, född 30 augusti 1812 och död 30 mars 1871, var en dansk hovman och tidningsutgivare.
Berling ärvde efter sin far privilegiet på utgivandet av Danmarks officiella tidning, och 1833 fick den namnet Berlingske Tidende och uppnådde under Berlings ledning stort inflytande och gav honom en stor vinst. 
Berling var barndomsvän med Fredrik VII, och blev efter dennes trontillträde 1848 kungens privatsekreterare, senare kammarherre och slutligen generalintendent för civillistan. 
Särskilt betydelsefull blev Berling genom sin vänskap med grevinnan Danner, vilken han aktade sig noga att inte utnyttja för mycket, men som likafullt gav honom ett stort inflytande över den danska politiken. 
Han ådrog sig dock stora delar av adelns hat och missnöje, och genom sitt umgänge med Bondevennerne drogs han in i konflikten med De Nationalliberale. 
På 1850-talet krävde ministären Hall-Krieger att Berling skulle avskedas. Kungen vägrade och regeringen valde då att avgå. Berling medverkade därefter till att tillsätta den nya ministären Rotwitt-Blixen-Finecke.
Han gav dock redan efter några veckor vika för de uppretade stämningarna mot honom, och avgick från alla sina ämbeten och återgick till skötseln av sin tidning. 
Under senare delen av sitt liv ägande han sig främst åt resor. 1871 begav han sig tillsammans med grevinnan Danner från Italien till Egypten i avsikt att fortsätta till Jerusalem, men avled i Ismailia.